# Ранно Възраждане
Ранното Възраждане според официалната българска историография започва от през XVIII век и продължава до началото на XIX век.
Периодът се характеризира с бързото разпадане на османската стопанска и военно-политическа система и превръщането на Османската империя във второстепенна политическа сила в Европа; с разширяването на стоково-паричните отношения, с появата на нови обществени сили и преди всичко национална буржоазия. През този период се заражда и националната идея в българската история-националноосвободителната идеология. В духа на общобалканската солидарност българите участват в освободителните движения на Балканите, правят се и първите опити за политическо и военно възстановяване на българската държавност.
Спорно е началото на историческия процес. Универсално, за начало на българското възраждане се приема 1762 година, когато Паисий Хилендарски пише своята „История славянобългарска“. Българските възрожденци поставяли началото през XIX век, а Христо Гандев го сваля в началото на предходния XVIII век, с края на управлението на великите везири от рода Кьопрюлю.
До средата на XVIII век империята на османците не изглежда слаба, нито западаща. По това време се случили редица събития, които преобърнали конфигурация на силите в Европа - дипломатическа революция, последвана от Седемгодишната война. През 1763 г. между Кралство Прусия и Османската империя са установени дипломатически отношения. Белградският мирен договор защитил добре османските интереси, при това никак не без заслугата на османската армия, командвана от великия везир Иваз Мехмед паша.
През 60-те години на XVIII век са реализирани редица промени в империята, част от които са закриването на вековни православни институции - Печка патриаршия и Охридска архиепископия. Тази османска политика, определено не срещнала разбиране сред раята, която започнала постепенно, но твърдо и постоянно, да симпатизира на православната Руска империя, в която виждала нов закрилник на интересите си. По този начин, и посредством политиката на просветен абсолютизъм, се възбудило българското народностно самосъзнание и патриотично чувство. 